# Montecalvo Irpino
Montecalvo Irpino är en ort och kommun i provinsen Avellino i regionen Kampanien i Italien. Kommunen hade 3 591 invånare (2017).